# Kurdisches PEN-Zentrum
Das Kurdische PEN-Zentrum (PEN Kurd; englisch Kurdish PEN Center; kurmandschi Navenda PEN a Kurd) ist eine Vereinigung kurdischer Schriftsteller, die 1988 gegründet und 1990 beim Amtsgericht Köln als eingetragener Verein zugelassen wurde. PEN Kurd ist Teil von PEN International.

## Geschichte
Das Kurdische PEN-Zentrum wurde 1988 auf einer Konferenz in Cambridge von dem aus der Türkei stammenden kurdisch-deutschen Schriftsteller Hüseyin Erdem angeregt. Andere Gründungsmitglieder waren Mehmed Uzun, Yayla Mönch-Bucak, Abdurrahman Nakshabandy, Hüseyn Kartal, Emine Erdem und Haydar Işik.
2013 wurde der Sitz des kurdischen P.E.N.-Zentrums nach Diyarbakır verlegt; inzwischen gibt die Website der Organisation als Sitz London an, laut P.E.N. International ist der Sitz in Bremen.
1993 bis 1996 war der Schriftsteller Hussein Habasch Präsident des kurdischen PEN-Zentrums. Bis 2013 war der Vorsitzende Zaradachet Hajo.